# (73989) 1998 ED12
(73989) 1998 ED12 – planetoida z pasa głównego asteroid okrążająca Słońce w ciągu 3,48 lat w średniej odległości 2,3 j.a. Odkryta 1 marca 1998 roku.